# Kamnica (Koroška)
Kamnica (nemško: Ferlacher Spitze ali Türkenkopf) je 1742 m visoka gora v Karavankah na avstrijskem Koroškem oz. na južnem Koroškem severno od obmejne Kepe/Jepe.. 

## Geologija
Vrh sestavlja t. i. schlernski dolomit (nem. »Schlerndolomit«) iz obdobja ladiniuma s strmimi skalnatimi pobočji. 

## Izhodišča
- Koča nad Borovščico  (Bertahütte)
- preko Škrbine (»Ferlacher Sattel«)  je Kamnica povezana s  Kepo

## Dostopi
- 3/4 h: od koče nad Borovščico (Bertahütte) (1527 m)